# 施潘特科
施潘特科（德語：Spantekow）是德国梅克伦堡-前波美拉尼亚州的市镇，隶属于前波美拉尼亚-格赖夫斯瓦尔德县。总面积为70.84平方千米，截至2023年12月31日总人口为1,097人。